# Stephen Clark
Stephen „Steve” Edward Clark (ur. 17 czerwca 1943 w Oakland), amerykański pływak. Trzykrotny złoty medalista olimpijski z Tokio.
Specjalizował się w stylu dowolnym. Startował już w Rzymie w 1960. Podczas IO 64 nie stawał na podium w konkurencji indywidualnej, za to był członkiem aż trzech zwycięskich sztafet. Bił rekordy świata oraz zdobywał tytuły mistrza NCAA.

## Starty olimpijskie (medale)
Tokio 1964
- 4 × 100 m zmiennym, 4 × 100 m kraulem, 4 × 200 m kraulem -  złoto